# Kfz-Kennzeichen (Niederlande)
Nun Sidecode 11. Beispiel HZF-77-B

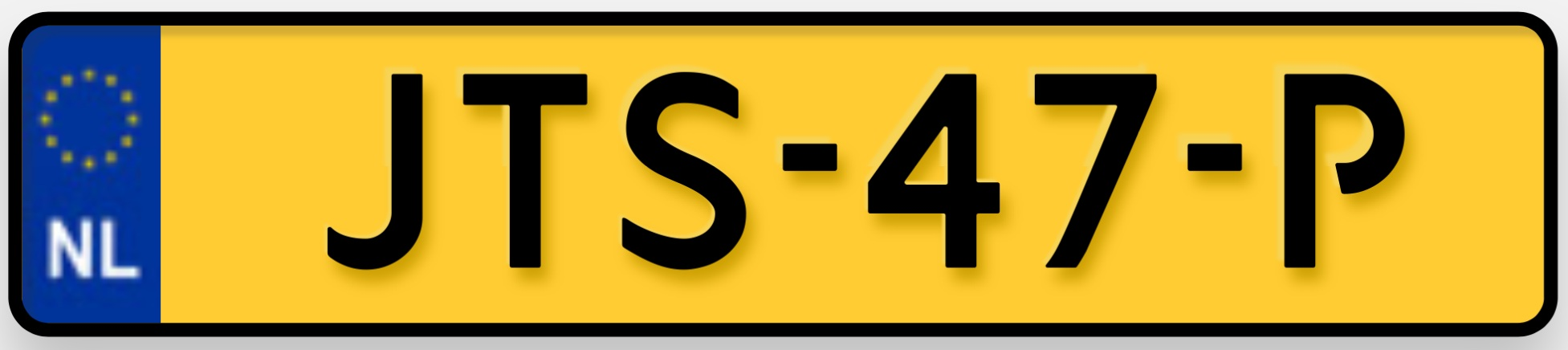
Aktuelles Kennzeichen für Pkw

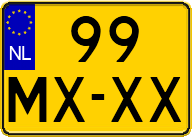
Aktuelles Schema Motorradkennzeichen

Niederländische Kfz-Kennzeichen sind fahrzeuggebunden, das heißt, sie werden für neue Halter nicht neu zugeteilt. Das Nationalitätskennzeichen lautet NL.

## Aktuelles System

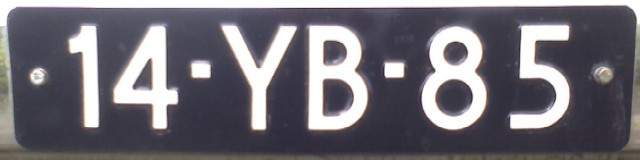
Oldtimerkennzeichen

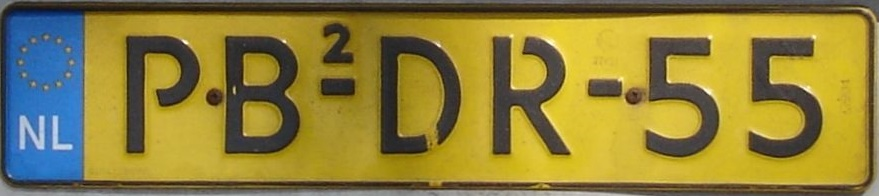
Kennzeichenduplikat

Niederländische Kennzeichen sind im Allgemeinen aus drei durch jeweils einen Strich getrennte Gruppen von ein bis drei Buchstaben oder Ziffern aufgebaut. Außer für Sattelauflieger (seit 2002) oder besondere Kennzeichen werden Vokale (ab Sidecode 4) nicht verwendet, um Wortbildungen zu vermeiden; ab Sidecode 5 gilt das auch für den Buchstaben Y. Die Buchstaben C und Q werden nicht verwendet (außer in CD und CDJ), da sie mit der Ziffer 0 verwechselt werden könnten. In allen Sidecode-Serien wurden SA, SD und SS nicht verwendet, um Erinnerungen an den Zweiten Weltkrieg zu vermeiden.
Seit 1951 ist die Herkunft nicht mehr an den Kennzeichen erkennbar. Normale Kennzeichenschilder hatten weiße Schrift auf dunkelblauem Hintergrund und von 1976 bis 1977 weiße Schrift auf etwas hellerem blauen Hintergrund; dies gilt noch für historische Fahrzeuge aus dieser Zeit.

Seit 1978 haben normale Kennzeichen schwarze Schrift auf gelbem Hintergrund.

Am 1. Februar 2000 wurden die Euro-Kennzeichen eingeführt. Kennzeichen ohne Euroband konnten unter Beibehaltung der Nummernkombination bis 2003 umgetauscht werden.

Mit Einführung der Euro-Kennzeichen werden Kennzeichenduplikate (z. B. bei verlorenem Kennzeichen) als solche durch eine kleine Ziffer gekennzeichnet (1 für erstes Duplikat, 2 für zweites usw.). Diese befindet sich gewöhnlich bei normalen Kennzeichen über dem ersten Bindestrich, bei anderen Kennzeichenformaten weicht die Position ab.

### Kennzeichenarten
Kennzeichen für Anhänger bis 750 kg, Wiederholungskennzeichen (z. B. für Fahrradträger), vorübergehende Kennzeichen (z. B. nach Diebstahl des Originals) und Ausfuhrkennzeichen haben schwarze Schrift auf weißem Hintergrund ohne Euroband.

Seit Dezember 2000 haben Fahrzeuge für den Taxiverkehr Kennzeichen mit schwarzer Schrift auf hellblauem Hintergrund.

Seit Februar 2001 haben Händlerkennzeichen schwarze Schrift auf hellgrünem Hintergrund. Motorräder haben side code 13.

### Kombinationen
Anhand der Gruppenkombinationen (Sidecodes) kann meist das Alter des Fahrzeugs abgeleitet werden; allerdings werden bestimmte Kombinationen für besondere Kennzeichen verwendet (jeweils Einführungsjahr):
| Sidecode | Pkw  | Motorräder | Mofas | Lkw       | Lkw < 2,20 m bzw. < 3,5 t | Anhänger | Sattel- auflieger |
| -------- | ---- | ---------- | ----- | --------- | ------------------------- | -------- | ----------------- |
| 01:      | 1951 | 1951       | −     | 1951      | 1951                      | 1963     | 1963              |
| 02:      | 1965 | −          | −     | 1974      | −                         | 1977     | −                 |
| 03:      | 1973 | −          | −     | 1977      | −                         | 1983     | −                 |
| 04:      | 1978 | 1980       | −     | 1980      | −                         | 1988     | 1988              |
| 05:      | 1991 | 1999       | −     | 1994      | 1994                      | 2000     |                   |
| 06:      | 1999 | 2011       | −     | −         | 1998                      | 2008     |                   |
| 07:      | 2008 |            | 2005  | 2012      | 2006                      | 2021     |                   |
| 08:      | 2013 |            | −     | −         | 2009                      |          |                   |
| 09:      | 2015 |            | 2006  | 18.2.2025 | 2012                      |          |                   |
| 10:      | 2019 |            | 2008  |           | 2016                      |          |                   |
| 11:      | 2024 |            | 2015  |           | 2019                      |          |                   |
| 12:      |      |            |       |           | 2024                      |          |                   |
| 13:      |      |            |       |           |                           |          |                   |
| 14:      |      |            |       |           |                           |          |                   |

Anmerkungen:
- Ab September 2005 wurden für Mofas und Kleinkrafträder die Sidecodes 7 und 9 bis 11 eingeführt.
- Wenn die anderen Sidecodes aufgebraucht sind, werden die Sidecodes 7 bis 14 auch für die übrigen Fahrzeugkategorien ausgegeben. Bislang betrifft dies die Sidecodes 7 bis 9 für Personenkraftwagen und Lastkraftwagen mit einem Gewicht bis zu 3,5 t und den Sidecode 7 für schwerere Lastkraftwagen.
- Bei den Sidecodes 7 bis 14 werden keine Vokale sowie Buchstabenkombinationen, die an den Zweiten Weltkrieg erinnern, oder sonstige Abkürzungen mit einer negativen oder obszönen Nebenbedeutung verwendet, z. B. GVD (Kraftausdruck), NSB, TBS (Sicherungsverwahrung), SS und SD. Und auch kein S-001-DB bis S-999-DZ.
- Auch in Sidecode 11 werden SD und SS nicht verwendet: kein x*S-01-D bis x*S-99-D und auch kein x*S-01-S bis x*S-99-S (x ist der erste Buchstabe D, F, G, H, J, L, T und V, und * ist der zweite Buchstabe B bis Z). Auch ^SD-01-B bis ^SD-99-Z und ^SS-01-B bis ^SS-99-Z (^ ist der erste Buchstabe D, F, G, H, J, L, T und V) wird nicht verwendet. Derzeit werden die Konsonanten C und Q nicht verwendet, M und W nur zur Fahrzeugkategorisierung.
- Seit Dezember 2016 erhalten Fahrzeuge im Grenzverkehr Kennzeichen des Sidecodes 13 mit dem Buchstabenpaar GV und seit Juni 2019 Kennzeichen des Sidecodes 14 auch mit dem Buchstabenpaar GV.
- Ab 31. Dezember 2021 ist bei den Traktoren angefangen mit Sidecode 12, das erste Kennzeichen war T-01-BBB und ab 8. Januar 2024 auch für Lkw < 2,20 m bzw. < 3,5 t und das erste Kennzeichen war V-01-BBB. Aber kein V-43-BBB bis V-99-BZZ! 8.1.2024: VZZ-02-Z – VZZ-99-Z, V-01-BBB – V-42-BBB, V-01-DBB – V-23-DBF. Kein T/V-..-*SD und auch kein T/V-..-*SS. * ist B, D, F, G, H, J, K und L.
- Ab 4. Juni 2024 ist bei den Personenkraftwagens angefangen mit Sidecode 11. Das letzte Kennzeichen im Sidecode 10 war Z-671-SB.[1]
- Ab 1. Juli 2025 müssen auch Elektroroller ein Kennzeichen haben, das erste Kennzeichen ist E-01-BBD. BBB wurde übersprungen, weil es eine politische Partei ist.

Weitere Informationen, insbesondere über das jeweilige Zulassungsjahr, und eine genauere Klassenauflistung unter Berücksichtigung seltener Buchstabengruppen befinden sich im Artikel Systematik der Kfz-Kennzeichen (Niederlande).

### Fahrzeugkategorien

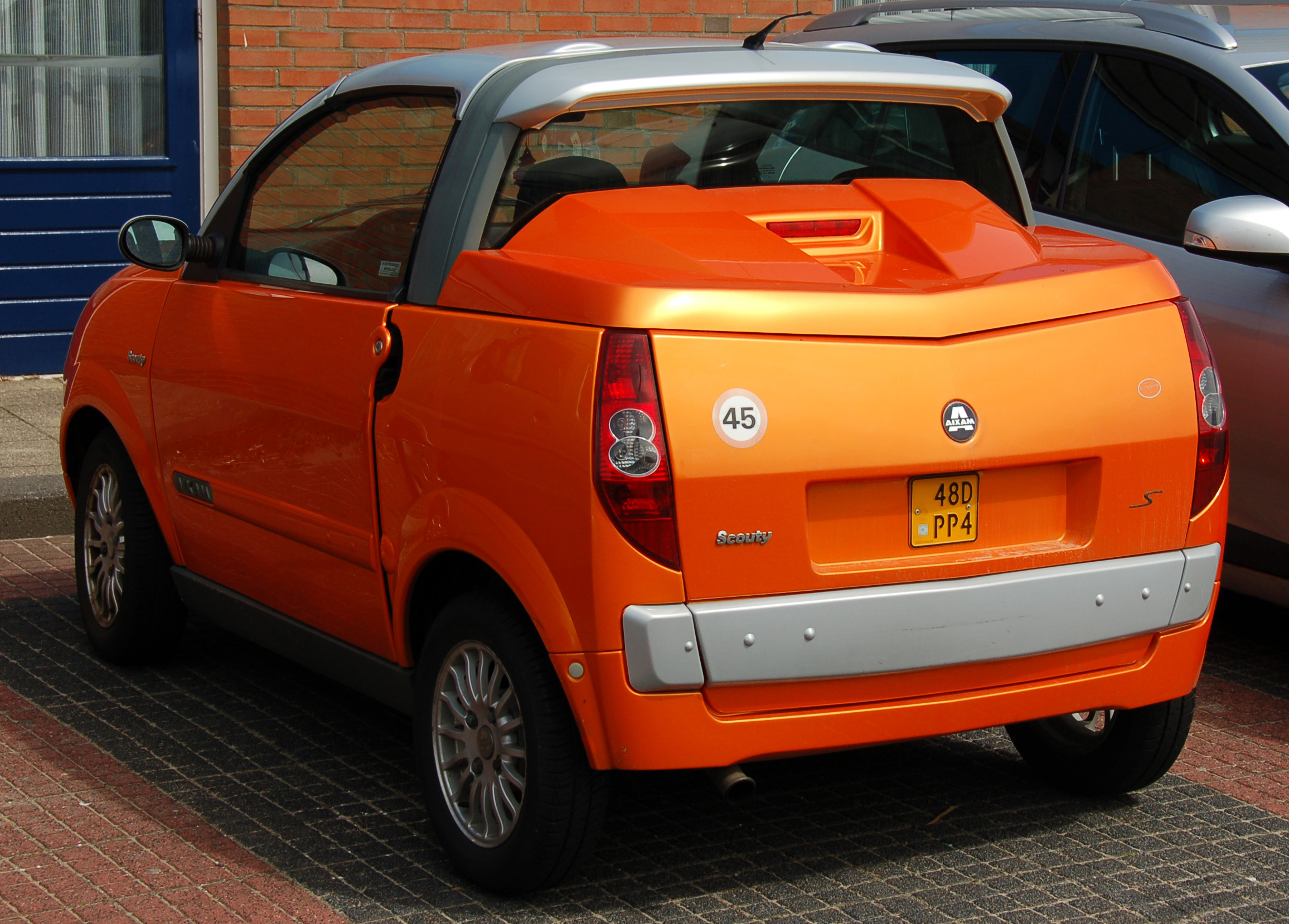
Mopedkennzeichen am Elektroauto

Der erste Buchstabe der ersten Buchstabengruppe wird bei manchen Sidecodes für Fahrzeugkategorien verwendet, die allerdings variieren kann:
- B Lkw bis 3,5 t (bedrijfswagens) (Sidecodes 1 bis 9; bei 1, 2 und 3 nur der zweite Buchstabe B), Lkw ab 3,5 t (Sidecodes 1 bis 5 und 7; bei 1, 2 und 3 nur der zweite Buchstabe B)
- D und F Mofas und Kleinkrafträder
- E Elektrische Stufen. Lese https://www.rdw.nl/nieuws/2025/eerste-e-step-met-goedkeuring-en-kenteken und auch die Text under Kenteken voor elektrische step auf https://nos.nl/artikel/2572921-dit-verandert-op-1-juli-kenteken-voor-elektrische-step-en-streep-door-designerdrugs und sehe auch https://www.instagram.com/p/DLkuabehD9c/ und lese nun auch https://www.rdw.nl/paginas/kenteken-aanvragen-voor-uw-bijzondere-bromfiets
- L landwirtschaftliche Fahrzeuge (landbouw), seit 2021 Sidecode 11
- M Motorräder (motoren)
- O Sattelauflieger (opleggers) (seit September 2002)
- T traktoren (traktor), seit 2021 Sidecode 11 (kein TBS)
- V Lkw bis 3,5 t (vrachtwagen) (Sidecodes 4 bis 12) und nur in Sidecode 6 auch Buchstabe B
- W für Anhänger ab 751 kg (aanhangwagens) (seit September 2002)
- Y für Motorboote Sidecodes 1, 2 und 13[2] und nur in Sidecode 3 für Pkw älter als 15 Jahre bis 40 Jahre (Pkw älter als 40 Jahre erhalten Sidecode 1 und darin kein Y).

Mit Einführung der neuen Sidecodes werden die obigen Kategorisierungen beibehalten; hinzu kommen die folgenden Kategorisierungen:
Die übrigen zuzuteilenden Mitlaute (G, H, J, K, L (derzeit), N, P, R, S, T, X und Z) werden für die Kategorie Pkw verwendet.

### Besondere Kennzeichen

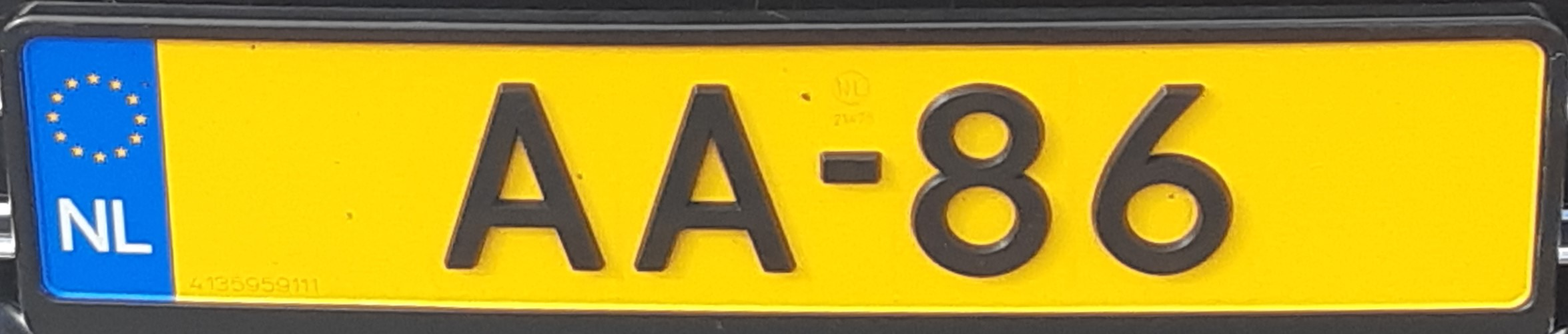
Königshaus

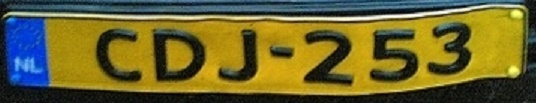
Internationaler Gerichtshof
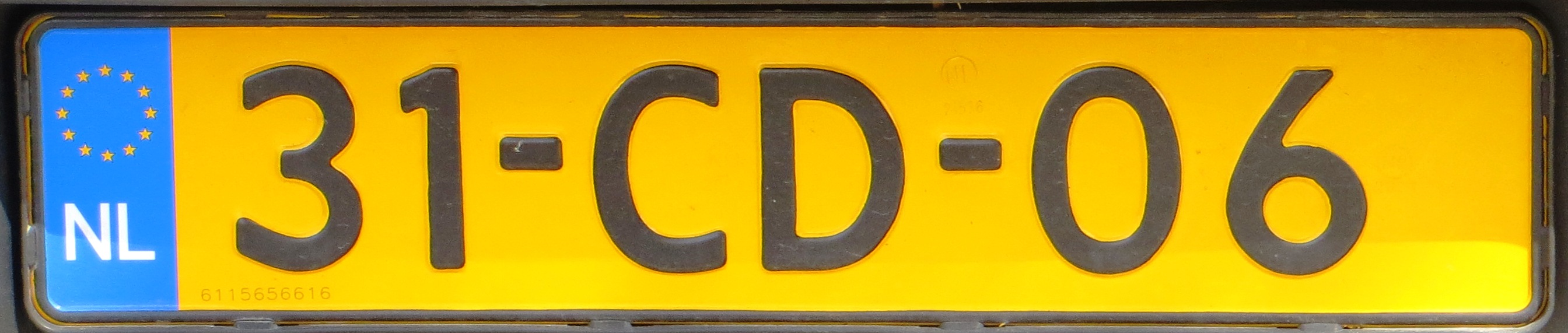
Diplomatenkennzeichen

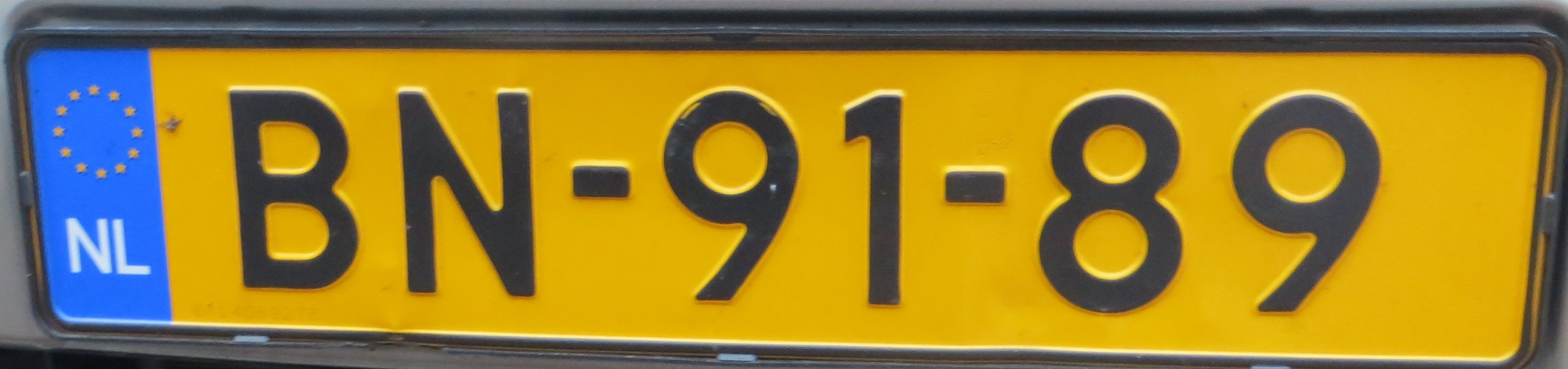
BN-Kennzeichen
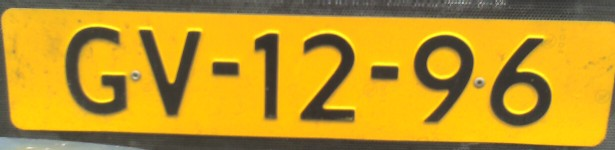
GV-Kennzeichen

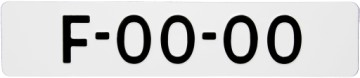
Ein-Tages-Kennzeichen
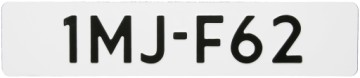
Ehemaliges Exportkennzeichen

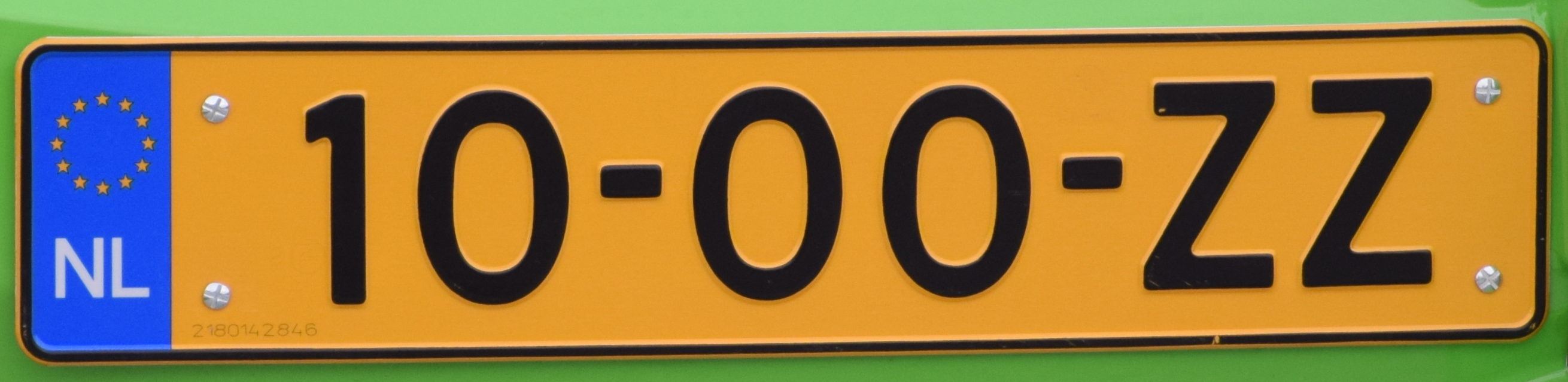
ZZ
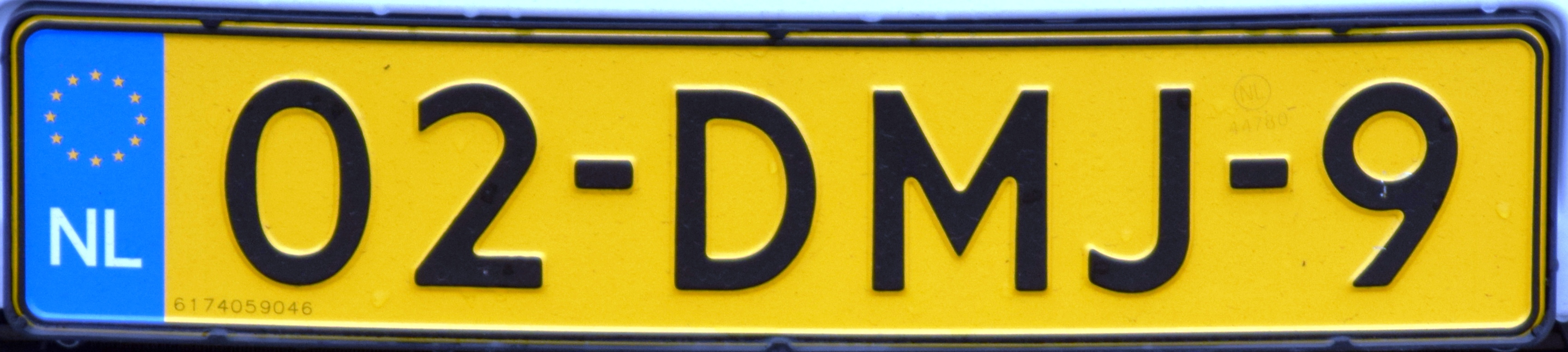
Militärfahrzeuge

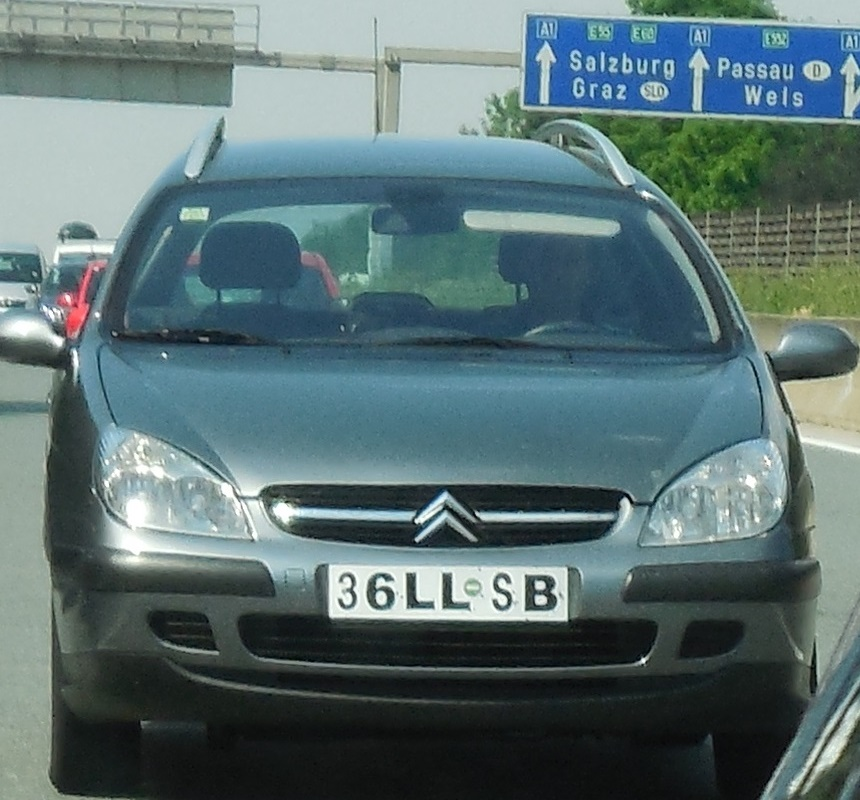
Exportkennzeichen aus Pappe

Kennzeichen mit den Buchstabenkombinationen
- AA mit bis zu dreistelliger Zahl: Kennzeichen für Fahrzeuge des Königshauses
- AE, AH, AL, AM, AR, DE, DH, DL, DM, DR, DZ, PM: historische Personenkraftwagen, die mindestens 40 Jahre alt sind, Sidecode 1
- BE und BH historische Lieferwagen, die mindestens 40 Jahre alt sind, Sidecode 1
- BN, GN (Buitenlander in Nederland, Geen Nederlander), Sidecodes 1 bis 3
  - Jahreskennzeichen für steuerbefreite Fahrzeuge zum Export (bis 31. Januar 2000 zusätzlich letztes Gültigkeitsjahr in rotem Rechteck), Zifferngruppen 00–01 bis 79–99, seit 1995 69–99
  - Kennzeichen für Fahrzeuge des Personals des diplomatischen oder konsularischen Corps, Zifferngruppen 80–00, seit 1995 70–00, bis 88–99
  - Kennzeichen für Fahrzeuge unter „besonderen Umständen“, Zifferngruppen 89–00 bis 89–99
  - Kennzeichen für vorübergehend steuerbefreite Fahrzeuge, Zifferngruppen 90–00 bis 99–99
- BO: im Ausland zugelassene Anhänger, die dort kein eigenes Kennzeichen benötigen (z. B. UK, Luxemburg), aber von einem niederländischen Kraftfahrzeug gezogen werden, Sidecodes 1 und 3
- CD: Diplomatenkennzeichen, früher mit bis zu dreistelliger Zahl
  - Sidecode 1 für Fahrzeuge des Diplomatischen Corps. Nach CD-99-99 folgt wieder CD-00-01
  - Sidecode 3 für Fahrzeuge des Diplomatischen Corps internationaler Organisationen
- CDJ: mit bis zu dreistelliger Zahl: Fahrzeuge des Internationalen Gerichtshofs
- DMx: Militärfahrzeuge, Sidecodes 7, 9 und 10
- GV (GrensVerkeer): landwirtschaftliche Kraftfahrzeuge, die grenzüberschreitend eingesetzt werden, für die in den Niederlanden aber kein Kennzeichen erforderlich ist, Sidecodes 1 bis 3
- HA (Handelaren), HF, FH: Händlerkennzeichen für Kraftfahrzeuge, Sidecodes 1 bis 3
- HH mit bis zu fünfstelliger Zahl: Mofas, die im Ausland benutzt werden, für die in den Niederlanden aber kein Kennzeichen erforderlich war (bis zum 31. Oktober 2005)
- KL Koninklijke Landmacht, KM Koninklijke Marine, KN, KO, KP, KR, KS, KT, KV, KW, KX, KZ, LM Koninklijke Luchtmacht: Militärfahrzeuge.
- OA: Händlerkennzeichen für Anhänger, Sidecode 1
- YA, YB, YD und YE: historische Fahrzeuge, die noch nicht 40 Jahre alt sind, Sidecode 3
- ZM, ZF, NM: historische Motorräder, Sidecode 1
- ZZ: Kraftfahrzeuge, die nicht den Zulassungsbestimmungen entsprechen (sehr alt, überbreite Kranwagen, übergroße Transportanhänger usw.), Sidecode 1 und 2

Bestimmte Buchstaben in Verbindung mit zwei Zifferngruppen:
- A, E, H, K, L, N, P, S, T, V, W, X Tageskennzeichen für Fahrten zur Zulassung oder zur technischen Untersuchung
- Z Wochenkennzeichen für Import- oder Exportfahrzeuge

Exportfahrzeuge mit niederländischer Straßenzulassung bekommen Kennzeichen mit schwarzer Schrift auf weißem Hintergrund, die aus zwei Dreiergruppen mit Ziffern und Buchstaben bestanden. Diese Kennzeichen sind nicht immer geprägt. Sie werden der Einfachheit halber aus vorgefertigten Klebebuchstaben und -zahlen auf ein Stück Pappe geklebt. Die neuen Exportkennzeichen haben eine Ziffer und zwei Buchstaben sowie nach dem Trennstrich weitere drei Ziffern.
Wegen der Verwechslungsgefahr mit Kennzeichen des Sidecodes 8 wurden diesem etliche Kombinationen vorenthalten.

### Karibische Niederlande
Seit 2010 gehören drei Inseln der ehem. Niederländischen Antillen als besondere Gemeinden zu den Niederlanden. Sie haben aber weiterhin ein anderes Kennzeichen-System.

## Nuklearer Sicherheitsgipfel 2014

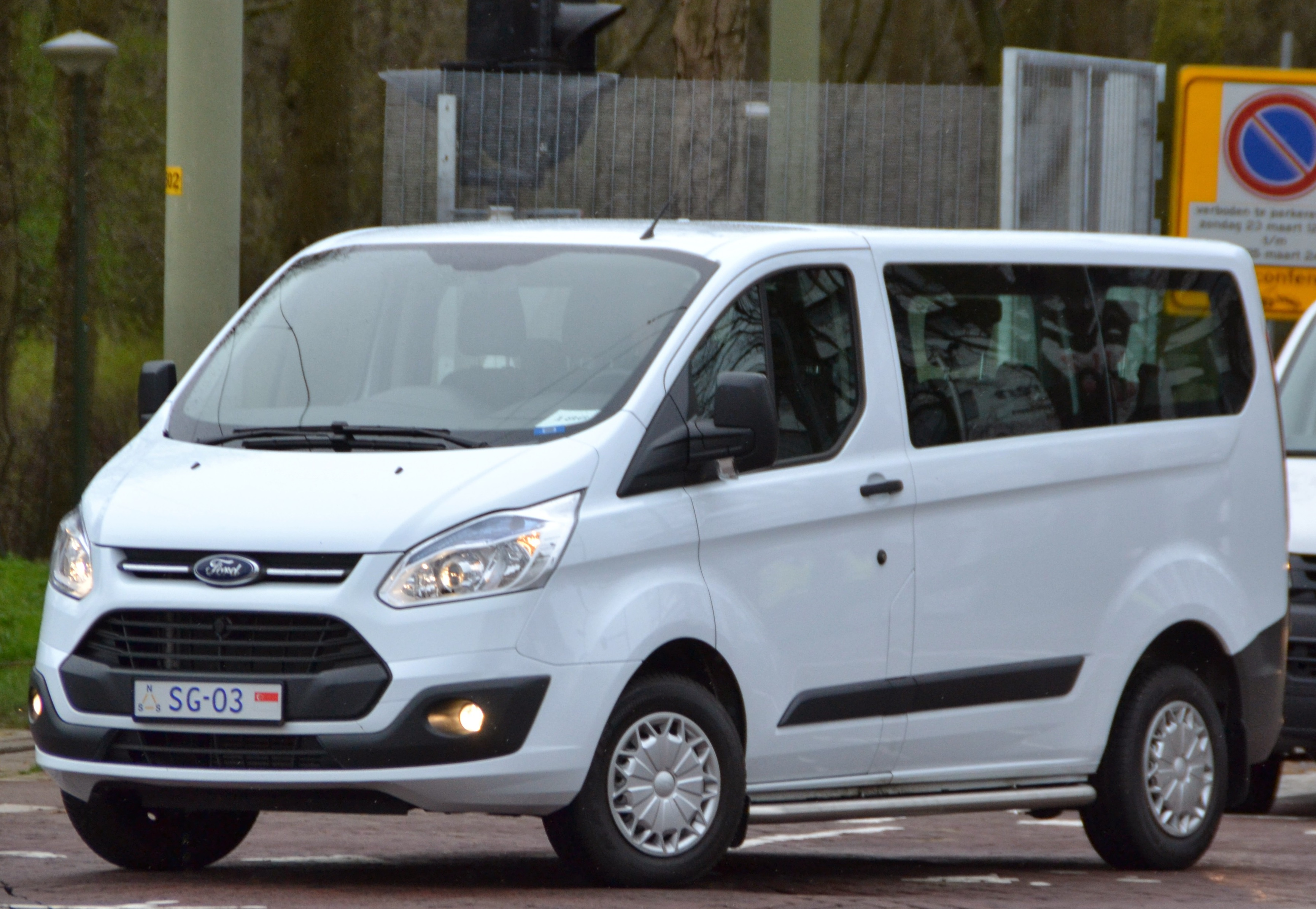
Kennzeichen zum NSS, hier SG für Singapur

Für die Delegationsfahrzeuge des Nuklearen Sicherheitsgipfels, der im März 2014 in Den Haag stattfand, wurden spezielle Nummernschilder mit begrenzter Gültigkeit ausgegeben. Begründet wurde dies damit, dass die sonst üblichen Standarten Fahrten mit hohem Tempo nicht standhalten würden.
Die verwendeten Schilder begannen mit dem Logo des Gipfels, einem Dreieck, in dessen Ecken die Buchstaben N, S und S erscheinen. Es folgten zwei Buchstaben zur Angabe des Teilnehmerlandes, ein Bindestrich sowie eine zweistellige Seriennummer. Am rechten Rand befand sich zudem die Flagge des Teilnehmerlandes. Verwendet wurden beispielsweise die Kürzel CA für Kanada, SA für Saudi-Arabien, US für die USA usw. An die Delegation von Interpol wurde die Kennung IP vergeben und das Interpol-Logo am rechten Rand dargestellt. Darüber hinaus verwendeten die nicht delegationsspezifischen Begleitfahrzeuge das Kürzel NSS auf dem Nummernschild.

## Simpler Diebstahlschutz
Seit einiger Zeit lassen die Fahrzeughalter das Kennzeichen auch in sämtliche Scheiben des Fahrzeuges eingravieren (Sandstrahl-Technik). Die Gravur ist etwa fünf Zentimeter breit, einen Zentimeter hoch und am unteren Rand jedes Glasteiles platziert. Da die niederländischen Kennzeichen fahrzeuggebunden sind, stellt dies einen recht simplen und wirkungsvollen Diebstahlschutz dar, der noch dazu relativ sicher vor Fälschungen ist. Ein anderes Kennzeichen bei gestohlenen Fahrzeugen fällt somit leicht auf. Professionellen Autoschiebern entsteht wegen der Gravur deutlich mehr Aufwand durch den Austausch aller Glasteile. Ob es zu Problemen kommt, wenn gravierte Fahrzeuge ins Ausland verkauft werden, ist derzeit nicht bekannt.

## 1958 bis 1978 (temporäre Kennzeichen)
Bei temporären Kennzeichen gab es von 1958 bis 1978 eine Buchstaben-Ziffern-Kombination. Die Buchstaben konnten an verschiedenen Stellen in dieser Kombination auftauchen und gaben die Provinz an.
Die Provinzen:
- A Friesland
- E Groningen und Drenthe
- H Overijssel
- K Noord-Holland
- L Zuid-Holland
- N Zeeland
- P Utrecht
- S Gelderland
- T Noord-Brabant
- V Limburg

## 1905 bis 1951

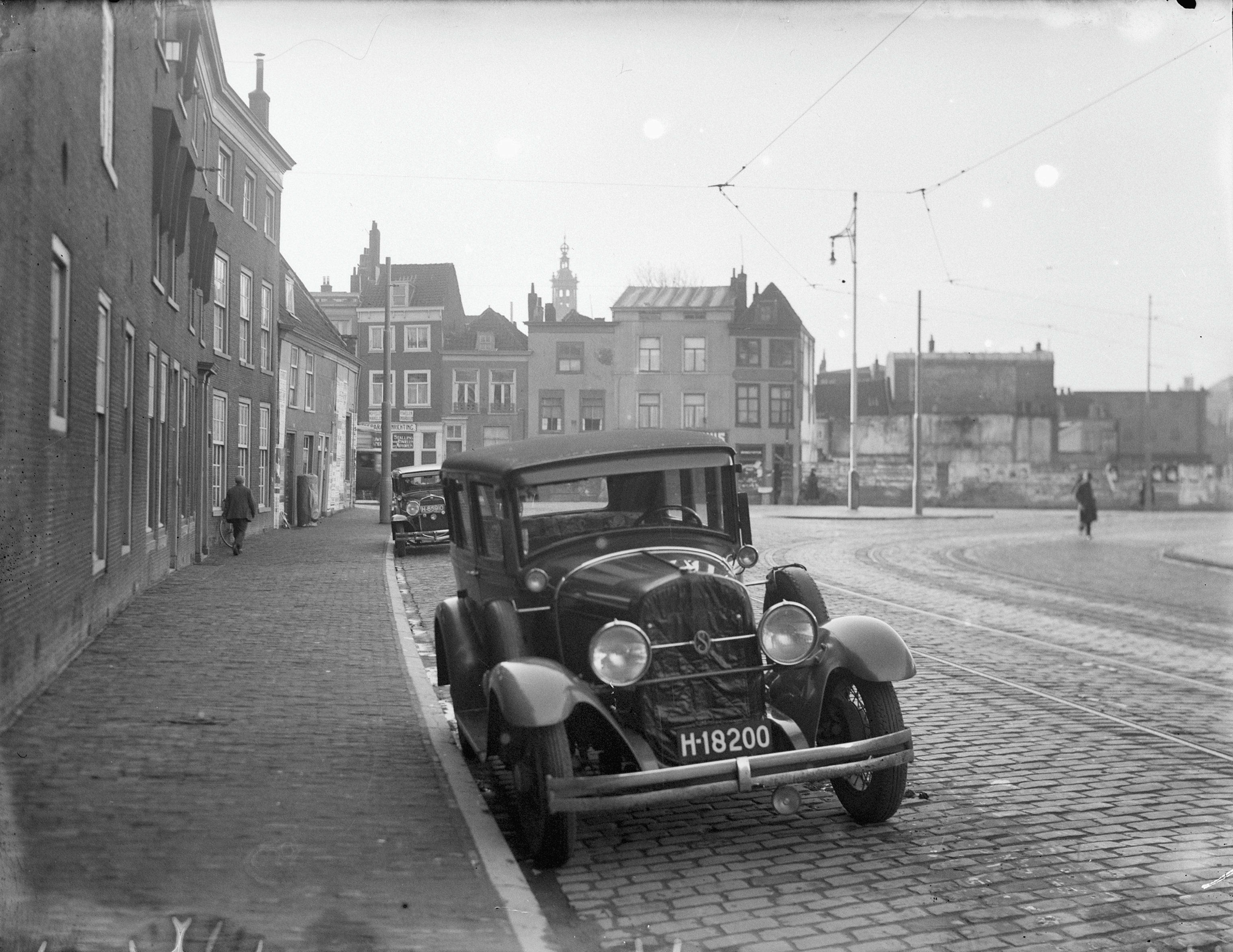
Fahrzeug aus der Provinz Zuid-Holland (H), 1931

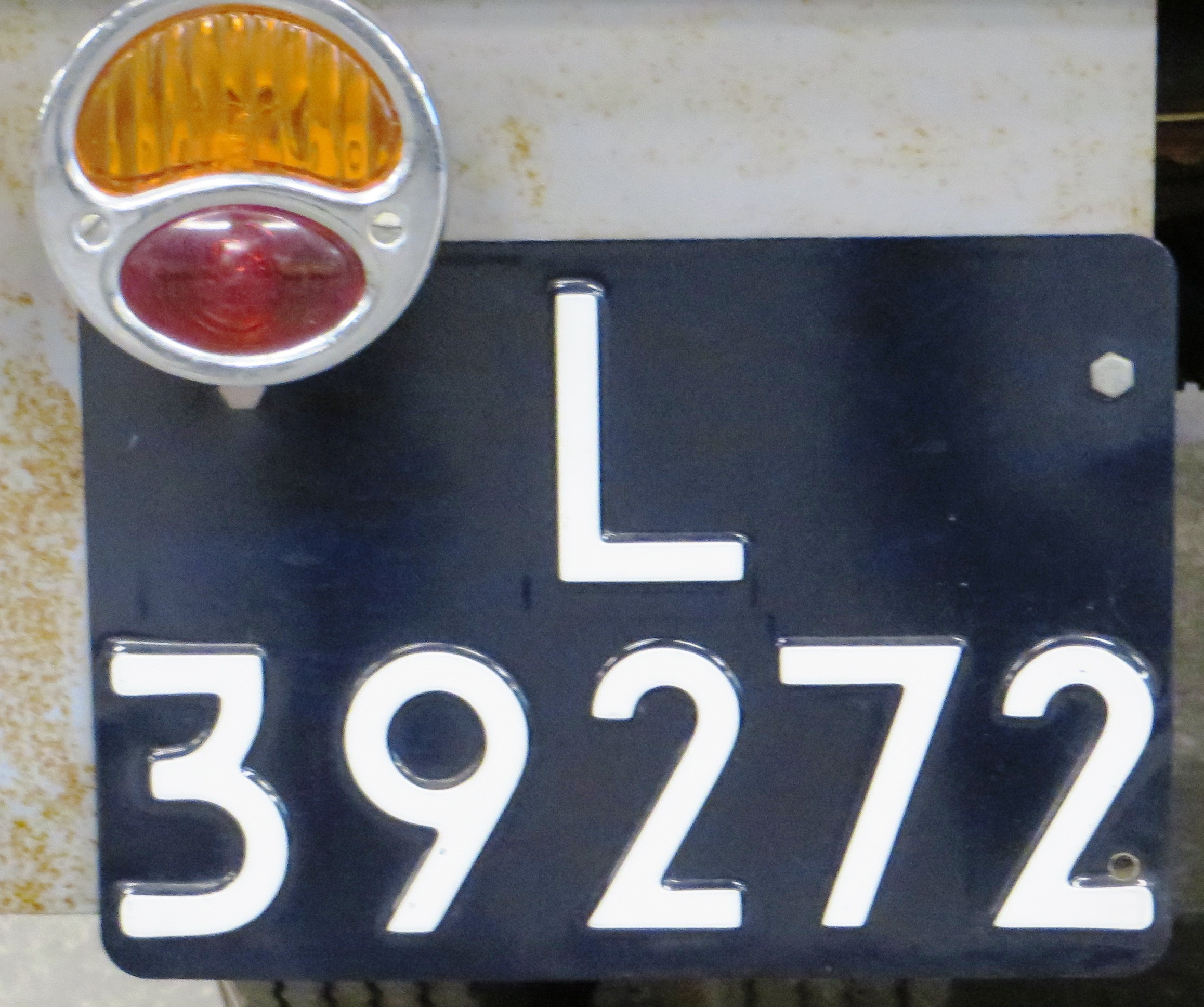
Kennzeichen aus der Provinz Utrecht (L)

Bis 1951 war bei den niederländischen Kennzeichen die Herkunft zu erkennen. Von 1905 bis 1951 waren die niederländischen Kfz-Kennzeichen weiß auf schwarz. Sie bestanden aus einem oder zwei Buchstaben für die Provinz sowie einer Zahl; beide waren durch einen Strich voneinander geteilt.
Die Provinzen:
- A Groningen
- B Friesland
- D Drenthe
- E Overijssel
- G, GX, GZ Noord-Holland
- H, HX, HZ Zuid-Holland
- K Zeeland
- L Utrecht
- M Gelderland
- N Noord-Brabant
- P Limburg
- R Überseedepartements